# 卡爾伍德 (印地安納州)
卡爾伍德（英語：Carwood）是位於美國印地安納州克拉克縣的一個非建制地區。該地的面積和人口皆未知。

## 地理
卡爾伍德的座標為38°26′54″N 85°51′50″W / 38.44833°N 85.86389°W，而該地的平均海拔高度為152米（即499英尺）。